# Dmîtro-Bilivka, Kazanka
Dmîtro-Bilivka (în ucraineană Дмитро-Білівка) este localitatea de reședință a comunei Dmîtro-Bilivka din raionul Kazanka, regiunea Mîkolaiiv, Ucraina.

## Demografie
Componența lingvistică a localității Dmîtro-Bilivka
     Ucraineană (94,03%)
     Română (4,4%)
     Rusă (1,57%)
Conform recensământului din 2001, majoritatea populației localității Dmîtro-Bilivka era vorbitoare de ucraineană (94,03%), existând în minoritate și vorbitori de română (4,4%) și rusă (1,57%).